# 杜立巴族
杜立巴族（英語：Dropas、Drok-pa 或作 Dzopa）是原先出自作家艾利希·馮·丹尼肯所著《众神之车》的外星生物，後來出現在探險小說《流亡的太陽神：西藏杜立巴族的秘密》（Sungods in Exile：Secret of the Dzopa of Tibet）、《中國羅斯維爾》（The Chinese Roswell）等書。與費城實驗模式類似，有人編出一篇假新聞，接著幾位小說家交叉引用，故事就如滾雪球般不可收拾，到最後人人都在談，好像真有一事，也被《大紀元時報》當成真實事件報導，成為華人界廣泛的網路謠言。

## 小說與報導

### 《众神之车》
丹尼肯在其書說在大約一萬兩千年前來到中國西藏附近的一群小灰人，並稱資料來源是俄國科幻作家亚历山大·卡赞采夫，但後者則加以否認，反說是從丹尼肯那邊聽來。

### 《流亡的太陽神》
英國人David Gamon受丹尼肯啟發，於1978年以David Agamon筆名出版此小說，描寫一隊考古家由虛構人物英國人Karyl Robin-Evans博士帶領，在1938年在青海附近巴颜喀拉山脉探索一系列的洞穴時，發現這些洞穴被人鑿成了隧道與地下儲藏室的系統，這些牆壁方正且被上光，就如同這座山被以高溫鑿入一般。這些探索者找到了許多的乾淨墓穴，而這些墓穴裡面埋著身高約138公分左右的骷髏。這些骷髏有著巨大的頭顱卻瘦小脆弱的身體。其中一名考古隊員認為這些骷髏可能是某種未知的山地大猩猩。墓裡沒有任何銘文，但卻有著數百個約30公分寬的石碟，稱為杜立巴石（Dropa stones）、杜立巴石碟、或青海石碟。

### 《中國羅斯維爾》
哈特维希·豪斯多夫（1955年生人）以德文出版此書，由Evamarie Mathaey 和 Waltraut Smith翻譯為英文並於1998年出版，這本書記錄了作者走訪中國和日本，探討中國古文明可能與外星人牽連的遺趾，例如西藏的小矮人、神祕的石碟、陝西省1,000米高金字塔。另外，作者亦提及中國羅斯威爾事件和其他神袐事件。書中第一章便説北京大學考古系教授楚聞明（Tsum Um Nui）破譯杜立巴石，描寫他於1958年詳細檢驗時，斷定每個溝槽都包含著一系列未知的象形文字。這些象形文字小到需要用放大鏡才看得清楚，許多文字都已經風化。他發現上面說的是杜立巴族太空船的一次墜毀性著陸，而多數的生還者都被當地人殺了。在他的報告發表後不久，因受許多學者的冷嘲熱諷，楚聞明只好移居日本。在完成第一部有關石碟秘密和手稿後，不幸過世。

### 大紀元報導
《流亡的太陽神》小說主角Karyl Robin-Evans換成虛構人物北京大學考古系教授齊福泰（Chi Pu-Tel），並替《中國羅斯維爾》作延續，虛構人物奧地利工程師Ernest Wegerer，報導他在1974年於半坡博物館發現了兩個石碟，並配有1962年楚聞明的報告敘述。

## 真相闢謠
中国中央电视台《探索·發現》及江西衛視以專題報導，所謂送往蘇聯實驗室解析，事實上根本沒有該實驗室也沒有任何人證，節目最後只證明擺在眼前的現狀是所有石碟都不知所終，唯一證據是一張奧地利工程師據說在西安一間博物館1974年拍下的石碟照片，至於照片中的東西是不是就是那些傳言中的石碟無以為證，節目中暗示就算真有什麼石碟存在也可能只是玉璧文化中的一種古代工藝品，沒一絲證據能證明故事屬實。惟官方節目立場沒有說石碟虛構。
蘋果日報的追蹤報導發現號稱由英國探險家日記整理成的《流亡的太陽神：西藏杜立巴族的秘密》（Sungods in Exile：Secret of the Dzopa of Tibet），其作者阿甘姆（David Agamon）也已指出，該書及所謂英國探險家皆為虛構。